# Rio dos Bagres
O rio dos Bagres é um curso de água que banha a Zona da Mata do estado de Minas Gerais, Brasil. É um afluente da margem esquerda do rio Xopotó e, portanto, um subafluente do rio Pomba. É um dos rios que compõem a bacia hidrográfica do rio Paraíba do Sul. Apresenta 37 km de extensão e drena uma área de 312 km².
Suas nascentes localizam-se na serra da Mantiqueira, no município de Ervália, a uma altitude de aproximadamente 1180 metros. Em seu percurso, atravessa a zona urbana do município de Guiricema.
A partir da foz do córrego do Valão, o rio dos Bagres serve de fronteira entre os municípios de Visconde do Rio Branco e Guiricema até desaguar no rio Xopotó.
As águas do rio dos Bagres são aproveitadas para geração de energia elétrica em uma usina hidrelétrica, a PCH Ervália, com 6970 kW de potência instalada, situada entre os municípios de Ervália e Guiricema.